# Vallo di Nera
Vallo di Nera est une commune italienne de la province de Pérouse, dans la région Ombrie. Le village a obtenu le label des Plus Beaux Bourgs d'Italie.

## Administration
| Période                                  | Période | Identité | Étiquette | Qualité |
| ---------------------------------------- | ------- | -------- | --------- | ------- |
|                                          |         |          |           |         |
| Les données manquantes sont à compléter. |         |          |           |         |

### Communes limitrophes
Campello sul Clitunno, Cerreto di Spoleto, Poggiodomo, Sant'Anatolia di Narco, Spolète.